# Son Young-hee
Dans ce nom coréen, le nom de famille, Son, précède le nom personnel Young-hee.
Son Young-hee (coréen : 손영희), née le 24 avril 1993, est une haltérophile sud-coréenne
Elle a participé à l'épreuve plus de 75 kg femmes aux jeux olympiques d'été de 2016.
En 2021, elle a remporté la médaille d'or dans l'épreuve plus de 87 kg aux championnats du monde en 2021.

## Palmarès
- Championnats du monde d'haltérophilie
  -  Médaille d'or par femmes +87 kg au championnats du monde d'haltérophilie 2021 à Tachkent

- Championnats d'Asie d'haltérophilie
  -  Médaille d'argent par femmes +87 kg au championnats d'asiatiques 2020 à Tachkent